# Herb Międzychodu
Herb Międzychodu – jeden z symboli miasta Międzychód i gminy Międzychód w postaci herbu.

## Wygląd i symbolika
Herb przedstawia drzewo gruszy w kolorze zielonym z widocznymi siedmioma, żółtymi owocami, u podstawy pnia pięć odnóg korzeni z kilkoma rozgałęzieniami; w rozłożeniu górnych konarów drzewa znajduje się mur miejski z trzema równymi, oflankowanymi wieżami w kolorze czerwonym; w wieżach widoczne prostokątne otwory okienne w kolorze czarnym. Tarcza herbowa o dolnej krawędzi zaokrąglonej, rysunek tarczy zielony.